# Schöttelkarspitze
De Schöttelkarspitze is een 2050 meter hoge bergtop in de Soierngroep van het Karwendelgebergte in de Duitse deelstaat Beieren.
Boven op de top liet de Beierse koning Lodewijk II een paviljoen bouwen om zijn thee te kunnen nuttigen. Dit paviljoen is inmiddels vervallen.
De bergtop is vanuit Krün via de Soiernhäuser aan de Soiernseen over een makkelijke bergroute of via de Seinskopf en de Feldernkreuz bereikbaar. Vanaf de top van de Schöttelkarspitze kan via een bergkam de Soiernspitze worden beklommen.